# Тестування сумісності ПЗ
Тестування сумісності (англ. compatibility testing) — вид нефункціонального тестування, основною метою якого є перевірка коректної роботи продукту в певному оточенні.

## Опис
Тестування на сумісність є одним з декількох типів тестування програмного забезпечення. Виконується в системі, яка побудована на основі певних критеріїв, і яка має для виконання конкретні функції у вже існуючій установці. Сумісність системи розроблюваного додатку, наприклад, іншої системи, програми, ОС, мережі, вирішують багато речей, такі як використання системи, додатку в цьому середовищі, потреби системи та додатку і т.д. 
Оточення може включати в себе наступні елементи:
- Апаратна платформа;
- Мережеві пристрої;
- Периферія (принтери, CD / DVD-приводи, вебкамери і пр.);
- Операційна система (Unix, Windows, MacOS, ...)
- Бази даних (Oracle, MS SQL, MySQL, ...)
- Системне програмне забезпечення (вебсервер, файрвол, антивірус, ...)
- Браузери (Internet Explorer, Firefox, Opera, Chrome, Safari).

## Матриця результатів
Матриця результатів тестування — це один з документів звітності тестера. Він дає можливість наочно оцінити якість ПЗ. Матриці результатів бувають різними. Основною інформацією у рядках/стовпцях матриці є номер тестового задання та або ОС, або браузер, або прізвище тестувальника (якщо їх декілька), або дата (для визначення прогресу), або інші параметри, залежно від поставленого тестерам завдання. 
Після заповнення такої матриці тестер у звіті зазначає, скільки та які рядки чи стовпці складаються лише з нулів. Статус завдання, для яких у стовпці містяться лише одиниці, повинен бути Tested / Closed.
Кількість нулів у стовпці визначає серйозність дефекту.

## Наскільки це корисно?
Це може допомогти розробникам зрозуміти критерії, що їх система, додаток повинен досягти і виконати, для того, щоб бути прийнятним для користувачів, які вже використовують деякі ОС, мережі, програмне і апаратне забезпечення і т.д. Це також допомагає користувачам дізнатися, які системи будуть краще вписуватися у вже існуючу структуру.
Найбільш важливим застосуванням тестування на сумісність як уже згадувалося вище є, забезпечити роботу програми в обчислювальному середовищі, в якому вона повинна працювати. Це допомагає у з'ясуванні необхідних змін, модифікацій, доповнень. Це потрібно, щоб зробити систему, додаток сумісним з обчислювальним середовищем.